# 丸瀬布インターチェンジ
丸瀬布インターチェンジ（まるせっぷインターチェンジ）は、北海道紋別郡遠軽町丸瀬布南丸（旧丸瀬布町）にある旭川紋別自動車道のインターチェンジ (IC)。
丸瀬布森林公園いこいの森・丸瀬布温泉方面への最寄ICとなる。

## 歴史
- 2007年（平成19年）3月18日：旧白滝出入口 - 丸瀬布IC間（白滝丸瀬布道路）が開通[1]
- 2009年（平成21年）12月12日：白滝IC - 丸瀬布IC間（白滝丸瀬布道路）の接続に伴い旧白滝出入口が閉鎖[2]
- 2017年（平成29年）3月19日：丸瀬布IC - 遠軽瀬戸瀬IC間 （丸瀬布遠軽道路）が開通[3]

## 周辺
白滝ジオパークとして認定されている区域がある。
- 道の駅まるせっぷ
- JR北海道石北本線 丸瀬布駅
- 遠軽町役場丸瀬布総合支所
- JA北海道厚生連（全国厚生農業協同組合連合会）丸瀬布厚生病院[5]
- 丸瀬布昆虫生態館

## 接続する道路
- 直接接続
  - 北海道道1163号丸瀬布インター線

- 間接接続
  - 国道333号

## 隣
E39 旭川紋別自動車道（白滝丸瀬布道路 / 丸瀬布遠軽道路）
(6) 白滝IC - (7) 丸瀬布IC - (8) 遠軽瀬戸瀬IC